# Candy Hearts
I Candy Hearts sono un gruppo musicale statunitense formatosi nel New Jersey nel 2009.

## Formazione
- Mariel Loveland – voce, chitarra
- John Clifford – basso
- Matthew Ferraro – batteria, percussioni

## Discografia

### Album in studio
- 2010 – Ripped Up Jeans and Silly Dreams
- 2011 – Everything's Amazing and Nobody's Happy
- 2014 – All the Ways You Let Me Down

### EP
- 2012 – The Best Ways to Disappear
- 2013 – Miles & Interstates

### Split
- 2011 – Sister Kisser/Candy Hearts